# 同樂街
1. redirect元朗市中心